# Iglesia de Santa María de la Asunción (Ocaña)
Los orígenes de la Iglesia Parroquial de Santa María de la Asunción se remontan a una primitiva mezquita edificada en el siglo XII. 

## Historia
Fue Santa María de la Asunción (título concedido tras el exilio de los musulmanes de estas tierras) el primer templo de esta Villa que se abriría al culto cristiano después de la ocupación islámica, a la que se puso fin a finales del siglo XI, exactamente en 1085, pero en realidad no sería hasta 1123 cuando queda totalmente afianzada la situación y es entonces cuando se construye un originario templo mudéjar. Testifica su presencia a la continuidad hasta nuestros días de la primitiva torre, aunque oculta bajo un revestimiento renacentista, pero en sus entrañas se halla un auténtico "almenar".
Consolida la presencia de este primitivo templo edificado sobre aquellas ruinas de una mezquita, la aparición en fecha prácticamente actual y como resultado de unas obras de reforma del templo, de tres arcos de herradura propios de la cultura islámica, obra de finales del siglo XI o principios del siglo XII.
Este primitivo templo se demolió el año 1785 como resultado de una inmediata rotura y un hundimiento amenazador, construyéndose otro de estilo neoclásico y que a lo largo de los siglos ha sobrellevado bastantes modificaciones. Por mencionar alguna de ellas, fue descubierta una puerta de acceso en su fachada Sur de estilo plateresco y que reemplazó a la inicial en la fachada Oeste.

## Características
Es merecedor de mención el altar de mármol del Presbiterio, originario del antiguo Nuncio de Toledo, obra del siglo XVIII, así como una Cruz procesional de estilo gótico y dos cálices del Barroco y del Renacimiento, obras de los siglos XVII y XVIII. Pero la mayor joya con la que cuenta la Iglesia Parroquial es la afamada Custodia de plata de estilo gótico-plateresco, del primer tercio del siglo XVI, bellísima pieza de exquisita orfebrería atribuida a Enrique de Arfe.

### Iglesia
Es una planta grande en forma de cruz latina de una única nave de tres partes separadas por arcos de formeros y pilastras de orden toscano. El crucero está cubierto por una bóveda válida y sus brazos y cabecera lo conforman un reducido ábside poligonal cubierto por una bóveda de cañón. Está compuesta por cinco capillas, un baptisterio-capilla y una gran sacristía, además del grandioso coro a los pies del templo.

### Capillas

#### Cristo de los Desagravios
Esta capilla ubicada a la diestra del crucero muy cercana al presbiterio y denominada en su época del Cristo de los Desagravios (hoy sin determinación establecida), fue establecida por Alonso Román de Elías (cura de la Parroquia de Ugena -localidad de esta provincia-, descendiente de una noble familia de Ocaña, recayendo con el paso tiempo en la familia de los Marqueses de Cardeñosa. Atestigua esta fundación una lápida embebida en el muro del fondo de la capilla bajo un arco y cuerpo arquitectónico de estilo plateresco en piedra, cuya inscripción en letras mayúscula dice: "ALONSO ROMAN DELlAS CVRA DE UXENA FVNDO ESTA CAPILLA EL AÑO DE MDIXVII FALLESCIO A..." (seccionada la inscripción). Este insigne sacerdote falleció el 9 de octubre de 1585 e inhumado en el monasterio de San Ildefonso de esta Villa (hoy inexistente, aunque su lugar lo ocupa una vivienda particular). Cierra esta capilla de bóveda nervada una preciosa verja de hierro con labores de época. En el centro del friso superior se puede leer en letras mayúsculas: ”IN DOMINO COFIDO”. El coronamiento es una forma de semicírculo en el que descansa un escudo nobiliario correspondiente a dicho Licenciado mantenido por una figura masculina y otra femenina y sobre el que se yergue un flamero.

#### Nuestro Padre Jesús Nazareno
Edificada entre los años 1684 y 1689 en forma de cruz con cúpula semiesférica y linternín. En su interior se custodian diez medias armaduras de hierro acerado con sus almetes y petos de pichón correspondientes a los siglos XVI y XVII, considerándose que una de ellas correspondió a Don Alonso de Ercilla y Zúñiga. Del mismo modo la capilla cuenta con varias imágenes, todas ellas componentes del desfile procesional del Viernes Santo.

#### Baptisterio
Se encuentra bajo el coro de la iglesia ocupando el lugar de la primitiva puerta de la iglesia.
En otras capillas se veneran imágenes igualmente componentes de las procesiones de Semana Santa.